# Вэ (кана)
ゑ в хирагане и ヱ в катакане — символы японской каны, используемые для записи ровно одной моры. В системе Поливанова записывается кириллицей: «вэ», в международном фонетическом алфавите звучание записывается: /ɰe/. В 1946 году был упразднён в результате проведения орфографической реформы, поэтому в современном японском языке не используется. В словах, содержавших данный символ, он был заменён на え и エ.

## Происхождение
ゑ и ヱ появились в результате упрощённого написания кандзи 恵.

## Написание
|  |  |

## Коды символов вкодировках
- Юникод:
  - ゑ: U+3091,
  - ヱ: U+30F1.